# پل روزین
پل روزین (انگلیسی: Paul Rozin؛ زادهٔ ۳ اوت ۱۹۳۶) روان‌شناس، و استاد دانشگاه اهل ایالات متحده آمریکا است.
وی همچنین برندهٔ جوایزی همچون کمک‌هزینه گوگنهایم شده‌است.